# Aeroporto Internacional de Nanjing Lukou
O Aeroporto Internacional de Nanjing Lukou está localizado em Nanjing, província de Jiangsu, a 35 km do centro da parte sul da cidade.
Em 2009 o Aeroporto de Nanjing movimentou 10.84 milhões de passageiros e mais de 200.000 toneladas métricas de carga, o que o classificou como 9º em tráfego de carga e 14º em fluxo de passageiros na China.
Os planos atuais do aeroporto preveem a construção de um segundo terminal de passageiros e uma segunda pista de pousos e decolagens, além de outra de taxiamento, até 2013 (fase 2), aumentando sua capacidade dos atuais 12 milhões de passageiros anuais para 30 milhões, com capacidade para movimentar 800.000 toneladas de carga em 2020.

## Linhas Aéreas e Destinos
Os seguintes destinos são servidos por Nanjing (em abril de 2010):

### Passageiros
| Companhias              | Destinos |  |
| ----------------------- | --- |  |
| Air China               | Beijing-Capital, Chengdu, Chongqing |  |
| Air Macau               | Macau |  |
| Asiana Airlines         | Seoul-Incheon |  |
| China Eastern Airlines  | Baotou, Beijing-Capital, Changsha, Chengdu, Chongqing, Dalian, Dunhuang, Fuzhou, Ganzhou, Guangzhou, Guilin, Guiyang, Harbin, Haikou, Hohhot, Hong Kong, Ji'an, Jinan, Lanzhou, Lianyungang, Kunming, Nagoya-Centrair, Nanchang, Nanning, Ningbo, Osaka-Kansai, Qingdao, Sanya, Seoul-Incheon, Shanghai-Pudong, Shenzhen, Shijiazhuang, Singapore, Taipei-Taoyuan, Taiyuan, Tokyo-Narita, Urumqi, Wenzhou, Wuhan, Wuyishan, Xi'an, Xiamen, Xining, Xuzhou, Yancheng, Yantai, Yichang, Yinchuan, Zhangjiajie, Zhengzhou |  |
| China Southern Airlines | Beijing-Capital, Changchun, Changsha, Dalian, Fuzhou, Guangzhou, Guilin, Guiyang, Haikou, Nanchang, Shenyang, Shenzhen, Tianjin, Urumqi, Wuhan, Xiamen, Yinchuan, Zhangjiajie, Zhengzhou |  |
| China West Air          | Chongqing |  |
| Dragonair               | Hong Kong |  |
| Hainan Airlines         | Beijing-Capital, Dalian, Haikou, Harbin, Lanzhou, Shantou, Shenyang, Taiyuan, Tianjin, Urumqi, Xi'an, Zhengzhou |  |
| Lufthansa               | Frankfurt |  |
| Mandarin Airlines       | Taipei-Taoyuan |  |
| Okay Airways            | Quanzhou-Jinjiang, Tianjin |  |
| Shandong Airlines       | Fuzhou, Jinan, Kunming, Nanning, Ningbo, Qingdao, Wenzhou, Yantai |  |
| Shanghai Airlines       | Beijing-Capital, Guangzhou, Taipei-Taoyuan, Wanzhou |  |
| Shenzhen Airlines       | Changchun, Changsha, Dalian, Guangzhou, Guilin, Harbin, Nanning, Qingdao, Quanzhou-Jinjiang, Shenzhen, Taiyuan, Xi'an |  |
| Sichuan Airlines        | Chengdu, Chongqing, Harbin\\ |  |
| Uni Air                 | Taipei-Taoyuan |  |
| United Eagle Airlines   | Chengdu, Kunming, Wuhan |  |
| Xiamen Airlines         | Fuzhou, Harbin, Shenyang, Shijiazhuang, Xiamen |  |

### Carga
| Companhias               | Destinos |  |
| ------------------------ | --- |  |
| China Postal Airlines    | Beijing, Changsha, Chengdu, Fuzhou, Guangzhou, Shanghai-Pudong, Shenyang, Shenzhen, Shijiazhuang, Weifang, Wuhan , Xi'an |  |
| Singapore Airlines Cargo | Anchorage, Los Angeles                                                                                                   |  |

## Acidentes e Incidentes
Em 31 de julho de 1992 o voo 7552 da China General Aviation sofreu um acidente logo após a decolagem. 8 dos 10 membros da tripulação e 100 dos 116 passageiros morreram.